# Municipio de Walnut (condado de Butler)
El municipio de Walnut (en inglés: Walnut Township) es un municipio ubicado en el condado de Butler en el estado estadounidense de Kansas. En el año 2010 tenía una población de 723 habitantes y una densidad poblacional de 7,8 personas por km².

## Geografía
El municipio de Walnut se encuentra ubicado en las coordenadas 37°37′17″N 96°59′8″O / 37.62139, -96.98556. Según la Oficina del Censo de los Estados Unidos, el municipio tiene una superficie total de 92.73 km², de la cual 92,05 km² corresponden a tierra firme y (0,74 %) 0,69 km² es agua.

## Demografía
Según el censo de 2010, había 723 personas residiendo en el municipio de Walnut. La densidad de población era de 7,8 hab./km². De los 723 habitantes, el municipio de Walnut estaba compuesto por el 94,61 % blancos, el 0,41 % eran afroamericanos, el 2,07 % eran amerindios, el 0,28 % eran asiáticos y el 2,63 % eran de una mezcla de razas. Del total de la población el 1,24 % eran hispanos o latinos de cualquier raza.